# HD 158996
HD 158996，又名BD+80 544，SAO 2859、HR 6529，是一颗恒星，视星等为5.72，位于銀經112.37，銀緯30.58，其B1900.0坐标为赤經17h 27m 11.3s，赤緯+80° 30.58′ 30″。